# Cratere Beijerinck
Beijerinck è un cratere lunare di 76,77 km situato nella parte sud-occidentale della faccia nascosta della Luna.
Il cratere è dedicato al botanico olandese Martinus Willem Beijerinck.

## Crateri correlati
Alcuni crateri minori situati in prossimità di Beijerinck sono convenzionalmente identificati, sulle mappe lunari, attraverso una lettera associata al nome.
| Beijerinck | Coordinate             | Diametro (in km) |
| ---------- | ---------------------- | ---------------- |
| C          | 10°50′24″S 153°49′48″E | 19,85            |
| D          | 12°40′12″S 153°12′00″E | 13,67            |
| H          | 14°01′12″S 153°25′12″E | 15,95            |
| J          | 14°40′48″S 153°51′00″E | 39,94            |
| R          | 14°30′S 149°21′E       | 24,81            |
| S          | 14°00′S 147°18′E       | 25,91            |
| U          | 12°18′36″S 149°10′12″E | 16,39            |
| V          | 12°40′12″S 150°15′36″E | 52,89            |